# Maria Serrano Serrano
Maria Serrano Serrano (ur. 26 listopada 1973 w Madrycie, zm. 24 listopada 2001) – hiszpańska modelka i piosenkarka, najbardziej znana jako wokalistka grupy Passion Fruit grającej muzykę z gatunku eurodance oraz bubblegum dance. W 2001 zginęła w katastrofie lotniczej samolotu relacji Berlin-Zurych, który rozbił się w pobliżu Bassersdorf w Szwajcarii na krótko przed lądowaniem. Zmarła na dwa dni przed swoimi 28. urodzinami. Na pokładzie samolotu znajdowały się również inne członkinie zespołu – Nathaly Van Het Ende i Debby St. Maarten, która jako jedyna z tercetu przeżyła.